# Leiopsammodius jelineki
Leiopsammodius jelineki är en skalbaggsart som beskrevs av Rakovic 1977. Leiopsammodius jelineki ingår i släktet Leiopsammodius och familjen Aphodiidae. Inga underarter finns listade i Catalogue of Life.